# DJドラマ
DJドラマ（DJ Drama）とは、アメリカ合衆国のDJ/音楽プロデューサーである。

## 人物
ミックステープシリーズ『Gangsta Grill』で有名な、サザン・ヒップホップを代表するプロデューサーの一人。
2007年には、彼の作成するミックステープが著作権侵害にあたるとする全米レコード協会の訴えにより、逮捕されている。

## ディスコグラフィー
- Gangsta Grillz: The Album (2007)
- Gangsta Grillz: The Album (Vol. 2) (2009)
- Third Power (2011)
- Quality Street Music (2012)